# Force aérospatiale colombienne
La Force aérospatiale colombienne (espagnol : Fuerza Aeroespacial Colombiana) anciennement Force aérienne colombienne (espagnol : Fuerza Aérea Colombiana) est la composante aérienne de l'armée de Colombie. Elle fut fondée par Marco Fidel Suárez via la loi 126 de 1919. Elle comptait 13 500 hommes en 2010 . Son commandant en chef en est le général Tito Saul Pinilla Pinilla. Il s'agit de l'une des plus importantes forces aériennes du continent américain en effectif après celle du Brésil, du Pérou, du Venezuela et des États-Unis), cependant elle rencontre de nombreux problèmes avec ses avions Kfir fournis par Israël en 1975 qui sont entrés en obsolescence. Face au refus du gouvernement de les renouveler, une dizaine de pilotes ont décidé de se mettre en grève pour exiger le remplacement de ces appareils qui sont les uniques avions de défense aérienne et attaque de l’aviation colombienne.

## Historique

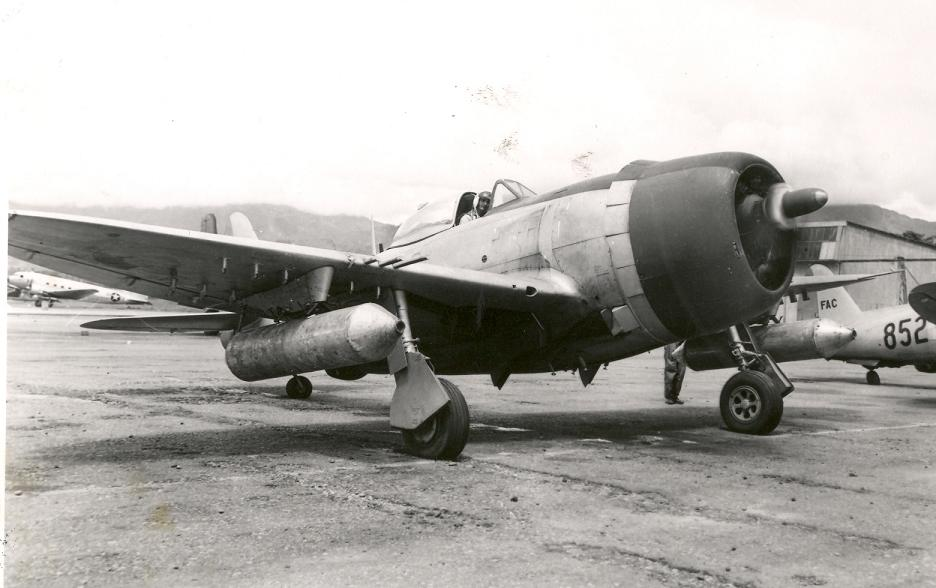
Republic P-47 Thunderbolt de la force aérienne colombienne en 1946.

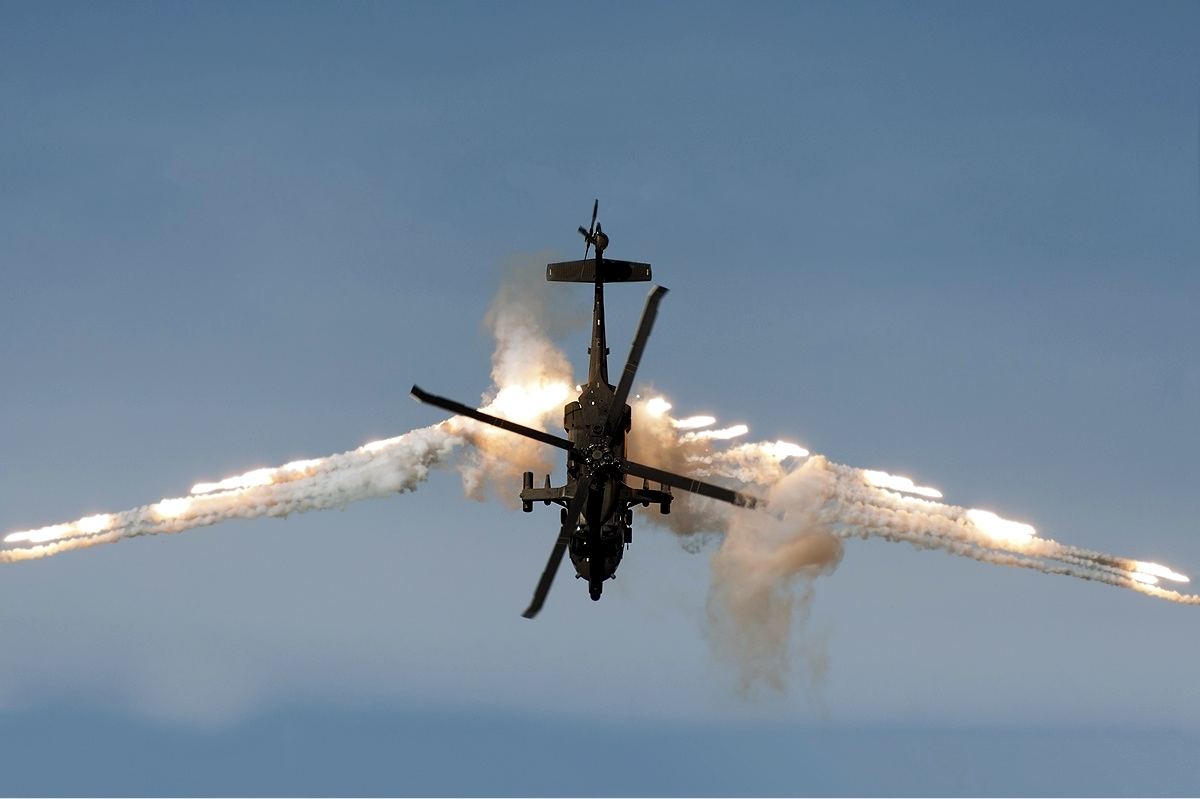
Un hélicoptère AH-60L colombien tirant ses contre-mesures durant un exercice en 2011.

Elle a notamment participé à la guerre colombo-péruvienne de 1932-1933. Durant la Seconde Guerre mondiale, elle disposait de plusieurs North American T-6 Texan destinés à patrouiller ses côtes. Dans le cadre du conflit armé colombien, elle mène des opérations de contre-insurrection.

## Équipement
Les appareils en service en 2025 sont les suivants :
| Aéronefs                     | Origine            | Type                                                  | En service      | Versions                                                                           |                 |                 |
| Avion de chasse              | Avion de chasse    | Avion de chasse                                       | Avion de chasse | Avion de chasse                                                                    | Avion de chasse | Avion de chasse |
| ---------------------------- | ------------------ | ----------------------------------------------------- | --------------- | ---------------------------------------------------------------------------------- | --------------- | --------------- |
| IAI Kfir                     | Israël             | Avion de chasse                                       | 16              | 24 avions d'occasion de type C-10 acheté à l'armée de l'air israélienne en 2008    |                 |                 |
| Avion d'attaque au sol       |                    |                                                       |                 |                                                                                    |                 |                 |
| Cessna A-37 Dragonfly        | États-Unis         | Avion d’attaque au sol et de reconnaissance tactique  | 7               |                                                                                    |                 |                 |
| Embraer EMB 314              | Brésil             | Avion d’attaque au sol et de reconnaissance tactique  | 24              |                                                                                    |                 |                 |
| Basler AC-47T Fantasma       | États-Unis         | Gunship                                               | 6               |                                                                                    |                 |                 |
| Avion de transport           |                    |                                                       |                 |                                                                                    |                 |                 |
| Lockheed C-130 Hercules      | États-Unis         | Avion de transport tactique                           | 9               | C-130B/H                                                                           |                 |                 |
| CASA C-295                   | Espagne            | Avion de transport                                    | 7               |                                                                                    |                 |                 |
| CASA CN-235                  | Espagne/ Indonésie | Avion de transport                                    | 1               |                                                                                    |                 |                 |
| Casa C-212 Aviocar           | Espagne            | Avion de transport tactique et de patrouille maritime | 4               |                                                                                    |                 |                 |
| Embraer KC-390               | Brésil             | Avion de transport tactique                           | 0+12            |                                                                                    |                 |                 |
| Embraer EMB 110              | Brésil             | Avion de transport léger                              | 2               |                                                                                    |                 |                 |
| Embraer Legacy 600           | Brésil             | Avion de transport léger                              | 2               |                                                                                    |                 |                 |
| Cessna 208 Caravan           | États-Unis         | Avion de transport léger                              | 17              |                                                                                    |                 |                 |
| Beechcraft King Air          | États-Unis         | Avion de transport de personnel                       | 9               | King Air 90/350                                                                    |                 |                 |
| Boeing 767                   | États-Unis         | Avion de transport de personnel                       | 1               | MMIT                                                                               |                 |                 |
| Boeing 727                   | États-Unis         | Avion de transport de personnel                       | 2               |                                                                                    |                 |                 |
| Boeing 737                   | États-Unis         | Avion de transport de personnel                       | 5               |                                                                                    |                 |                 |
| Piper PA-31T Cheyenne        | États-Unis         | Avion utilitaire                                      | 1               |                                                                                    |                 |                 |
| Piper PA-34                  | États-Unis         | Avion utilitaire                                      | 1               |                                                                                    |                 |                 |
| Aero Commander (avion)       | États-Unis         | Avion utilitaire                                      | 1               |                                                                                    |                 |                 |
| IAI Arava                    | Israël             | Avion utilitaire                                      | 1               |                                                                                    |                 |                 |
| Avion ravitailleur           |                    |                                                       |                 |                                                                                    |                 |                 |
| Boeing KC-767                | États-Unis         | Avion ravitailleur                                    | 1               | Boeing 767-2J6 ER converti par Israel Aerospace Industries et livré novembre 2010. |                 |                 |
| Avion de surveillance        |                    |                                                       |                 |                                                                                    |                 |                 |
| Cessna 208 Caravan           | États-Unis         | Avion de surveillance                                 | 6               | Recce                                                                              |                 |                 |
| Beechcraft King Air          | États-Unis         | Avion de surveillance                                 | 4               | King Air 300/350 (EW)                                                              |                 |                 |
| Fairchild Metroliner         | États-Unis         | Avion de surveillance                                 | 1               | Metro IV (EW)                                                                      |                 |                 |
| Avion de patrouille maritime |                    |                                                       |                 |                                                                                    |                 |                 |
| Cessna Citation V            | États-Unis         | Avion de patrouille maritime                          | 5               | (MPA)                                                                              |                 |                 |
| Aero Commander (avion)       | États-Unis         | Avion de patrouille maritime                          | 2               | (MPA)                                                                              |                 |                 |
| Avion d'entraînement         |                    |                                                       |                 |                                                                                    |                 |                 |
| Embraer EMB 312              | Brésil             | Avion d’entraînement initial et intermédiaire         | 14              |                                                                                    |                 |                 |
| T90 Calima                   | Colombie           | Avion d’entraînement initial                          | 25              |                                                                                    |                 |                 |
| Cessna T-37 Tweet            | États-Unis         | Avion d’entraînement                                  | 17              |                                                                                    |                 |                 |
| Beechcraft T-6 Texan II      | États-Unis         | Avion d’entraînement                                  |                 | T-6C TEXAN II                                                                      |                 |                 |
| Hélicoptère                  |                    |                                                       |                 |                                                                                    |                 |                 |
| Hughes MD 500                | États-Unis         | Hélicoptère léger multi-rôle                          | 4               | MD500/530                                                                          |                 |                 |
| Bell UH-1 Iroquois           | États-Unis         | Hélicoptère de transport                              | 50              | UH-1H                                                                              |                 |                 |
| Sikorsky UH-60 Black Hawk    | États-Unis         | Hélicoptère de transport                              | 24              | S-70/AH/MH/UH-60L                                                                  |                 |                 |
| Bell 205                     | États-Unis         | Hélicoptère utilitaire                                | 2               |                                                                                    |                 |                 |
| Bell 206                     | États-Unis         | Hélicoptère utilitaire                                | 12              |                                                                                    |                 |                 |
| Bell 212                     | États-Unis         | Hélicoptère utilitaire                                | 11              |                                                                                    |                 |                 |
| Drone                        |                    |                                                       |                 |                                                                                    |                 |                 |
| Hermes 450                   | Israël             | Drone de reconnaissance                               |                 |                                                                                    |                 |                 |

## Futures acquisitions
En 2023, l'armée de l'air a commandé 18 drones Sirtap avec 6 systèmes de contrôle contrôlant 3 drones chacun.

## Controverses
En 1998, 17 civils sont tués par un bombardement de la force aérienne. Les autorités font croire à un attentat des FARC.